# Мортенсен, Йонас (футболист)
Йо́нас Сёгор Мо́ртенсен (дат. Jonas Søgaard Mortensen; род. 16 января 2001, Alslev, Южная Дания) — датский футболист, защитник клуба «Русенборг».

## Клубная карьера
Мортенсен — воспитанник клубов «Алслев», «Варде» и «Эсбьерг». 27 февраля 2019 года в поединке Кубка Дании против «Оденсе» Йонас дебютировал за основной состав последних. В матче против против «Вейле» он дебютировал в датской Суперлиге. В начале 2025 года Мортенсен перешёл в норвежский «Русенборг».